# Konzervirani mošt
Konzervirani mošt je u Republici Hrvatskoj, u smislu Pravilnika o proizvodnji vina, proizvod od grožđa. To je mošt tretiran sumpornim dioksidom ili drugim dopuštenim kemijskim sredstvima i postupcima (hlađenje, filtracija i dr.), koji sprječavaju početak alkoholnog vrenja.